# Belezna
Belezna (horvátul: Belezna) község Zala vármegyében, a Nagykanizsai járásban, a Zalai-dombságban, a Zalaapáti-hát területén. A településen polgárőrség működik.

## Fekvése
A vármegye délkeleti sarkában, a horvát határ közelében helyezkedik el.
Belezna határa nyugatról a Principális-csatorna, majd a Mura, amely 1 kilométerrel lejjebb a Drávába folyik. Belezna határában folyik a Visszafolyó-patak a Principális-csatornába, annak torkolatában.
A település ettől mintegy 6 km-re keletre fekszik, alapvetően észak-déli elrendeződésű. A községtől 2 km-re keletre Surd település található.

## Közlekedés

### Vasút
A Mura folyó mellett halad a Budapest–Murakeresztúr-vasútvonal, melynek Belezna megállóhelye a település központjától mintegy 5 kilométerre található, már murakeresztúri közigazgatási területen.  A megállóhelyen 2021. június 19-én üzemkezdettel megszűnt a személyforgalom, a vonatok megállás nélkül áthaladnak.

### Közút
A település kelet felől közelíthető meg közúton, a Nagykanizsa-Zákány-Gyékényes között futó 6804-es útról leágazó, 68 154-es számú bekötőúton, amely a településtől délre (Surdtól mintegy két kilométer távolságban) tér le a rangosabb útból. Ez az elrendezés azt is jelenti, hogy Nagykanizsa felől igen nehézkesen, csak kerülővel elérhető a település, ezért még ma is használatban van (leginkább az útviszonyokkal megbirkózni könnyedén képes járművek által) egy, a településre északról érkező földút, amely a jankapusztai bekötőútról indul.
A települést viszonylag sűrű autóbusz-közlekedés érinti. A Nagykanizsa és Gyékényes között járó buszok hajtanak be a településre.

### Hajó
A település határában, a Mura folyón ideiglenesen működik az 1994-ben felújított Zrínyi Miklós-komp, amely Beleznát a horvátországi Alsódomboruval köti össze.

## Története
Belezna első említése az 1332–37. pápai tizedjegyzékben fordul elő, mint a segesdi kerület egyik plébániája. A 14. században a Beleznay család birtokolta, ám a 15. századtól más földesurak is feltűntek, pl a Dersfyy család. A tizedjegyzék szerint, temploma és plébániája volt, amely 1560 körül pusztulhatott el.
A 17. században a törökök megszállták, ám komolyabb pusztításokat nem végeztek, mindvégig lakott hely maradt, azonban 
1715-ben csak hat háztartása volt. A Beleznay család utódai igyekeztek újra jogot formálni a birtokra, aminek több más tulajdonosa is akadt pl.: Mlinarics Miklós, Festetics Kristóf.
A 19. századelején gróf Festetics László majd a Horváth és a Rüffly család birtokába került a község.
A Bezerédj és a Rüffly család is kúriát épített 1860-ban. Belezna fejlődése a kiegyezés után lassú fejlődésnek indult. 1899-ben gróf Zichy Ödön építtette a római katolikus templomot. Az idők során a községhez tartoztak még: Asszonyváriszőlő, Nagydombi-szőlő, Jankapuszta, Sándorpuszta, az utóbbi kettő valószínűleg Zichy Ödön gyermekeiről kapta nevét.
A két világháború között leventeegylet és hitelintézet is működött a községben.

### Jankapuszta
Jankapusztán a magyar kormány 1931-ben engedélyezte, hogy az usztasák (horvát fasiszta szervezet) tábort létesítsenek. Németországon és Olaszországon kívül ezen a Gustav Perčec által bérelt 242 kataszteri holdon volt a szervezet egyik kiképzőtábora. A kiképzést a Kárpátaljai hadművelet előkészítésében is részt vevő Papp-csoport végezte a külvilágtól elzárt táborban. Létszámuk kb. 50 fő volt. Az 1934. október 9-én Marseille-ben I. Sándor jugoszláv király és Louis Barthou francia külügyminiszter meggyilkolásában részt vevők közül többen ide menekültek. Az esetnek súlyos következményei lettek: Jugoszlávia ultimátumot adott, hogy Magyarország adja ki a név szerint említett horvát emigránsokat, különben a határnál állomásoztatott katonák behatolnak magyar területre. Gömbös Gyula miniszterelnök november 6–7-én tárgyalt Mussolinivel, ahol a merénylet ügye is szóba került, és ezután egy titkos akcióban repülőgépekkel kimenekítették az érintetteket Olaszországba. Eközben diplomáciailag minden vádat visszautasítottak, és tagadták a tábor létét is, formálisan még elfogatóparancsot is kiadtak a megnevezettek ellen.

## Közélete

### Polgármesterei
- 1990–1994: Pécsi József (független)[8]
- 1994–1998: Pécsi József (független)[9]
- 1998–2002: Pécsi József (független)[10]
- 2002–2006: Pécsi József (független)[11]
- 2006–2010: Jancsecz Lajos (független)[12]
- 2010–2014: Jancsecz Lajos (független)[13]
- 2014–2019: Bődör István (független)[14]
- 2019–2024: Bődör István (független)[15]
- 2024– : Márkus István (független)[1]

## Gazdaság
2008-ban itt épül  az első magyarországi pelletgyár, 500 M forintos beruházással. Évi 10000 tonna granulátumot gyártanak a környékbeli fűrészüzemek és energiaültetvények beszállításaiból. A termelés 80%-a exportra készül.

## Népesség
A település népességének változása:
| Lakosok száma | 748  | 744  | 733  | 686  | 601  | 608  | 596  |
|               | 2013 | 2014 | 2015 | 2021 | 2022 | 2023 | 2024 |

A 2011-es népszámlálás idején a nemzetiségi megoszlás a következő volt: magyar 94,7%, cigány 2,08%, horvát 1,08%, német 0,56%. A lakosok 77-a% római katolikusnak, 2% evangélikusnak, 1,07% reformátusnak, 3,6% felekezeten kívülinek vallotta magát (16,06% nem nyilatkozott).
2022-ben a lakosság 92,3%-a vallotta magát magyarnak, 1,5% cigánynak, 0,3% horvátnak, 0,2-0,2% szlováknak, szlovénnek, ruszinnak és németnek, 1,3% egyéb, nem hazai nemzetiségűnek (7,5% nem nyilatkozott; a kettős identitások miatt a végösszeg nagyobb lehet 100%-nál). Vallásuk szerint 53,4% volt római katolikus, 2,3% evangélikus, 1,8% református, 0,2% egyéb keresztény, 0,7% egyéb katolikus, 3,2% felekezeten kívüli (38,4% nem válaszolt).

## Nevezetessége
- Római katolikus templom (neogótikus)

## Testvértelepülések
- Alsódomboru, Horvátország
- Barátos, Románia